# 中村衣里
中村 衣里（なかむら えり、1988年7月 - ）は、山口放送の女性アナウンサー。

## 概略・経歴
- 山口県山陽小野田市出身。慶進高等学校卒業、フェリス女学院大学卒業後、2011年に山口放送に入社。
- 山口県山口市阿知須で開催されたきらら博・山本寛斎プロデュースの中で、県民ダンサーぶちきらめき隊の一員として活動。その為ダンス大会の司会を務める機会も多い。
- 2020年10月から産休に入っていたが、2021年10月に復帰。2023年8月2日から再び産休に入り、2024年4月より再び復帰。

## 人物
- 得意な仕事は、食リポである。
- 好きなお笑い芸人は出川哲朗である[1]。
- 2017年5月12日に放送された「全国好きな嫌いなアナウンサー大賞2017」（日本テレビ制作）に山口放送代表として出演。「日本テレビの水卜麻美アナウンサーに似ている」と紹介された。中村本人は意識していなかったとの事だが、いつか共演したいという夢があったと公式ブログで告白している[2]。

## 現在の出演番組
- わくわくサンデー（日曜10:25 - 10:55 →日曜10:55 → 11:10）[3]- ナレーター
- Kry news every.らいふ（金曜日キャスター、2025年4月4日 - ）
- ラジKING GOLD（パーソナリティ 、2011年10月 - ※途中産休による休演期間あり。)
- KRY Morning Up（月曜日パーソナリティ、2024年4月1日 - ）
- お昼はZETTAIラジTIME（火曜日パーソナリティ、2022年3月29日 - 2023年8月1日、2024年4月2日 - ）
- KRYニュース（テレビ、ラジオ担当）

## 過去の出演番組
テレビ
- みんなが出るテレビ - 学生リポーター（2008年4月 - 12月）
- 全国好きな嫌いなアナウンサー大賞2017 - 山口放送代表
- KRYニュースライブ - 高松綾香のリリーフ
- 熱血テレビ - 中継リポーター、司会者不在時のリリーフ

ラジオ
- お昼はZENKAI ラヂオな時間（リリーフ）
- 地方創生プログラム ONE-J（2023年1月1日）[4]